# Collegio di Mansfield
Mansfield è un collegio elettorale inglese situato nel Nottinghamshire, nelle Midlands Orientali, rappresentato alla Camera dei comuni del Parlamento del Regno Unito. Elegge un membro del parlamento con il sistema maggioritario a turno unico; l'attuale parlamentare è Steve Yemm del Partito Laburista, che rappresenta il collegio dal 2024.

## Estensione

Mansfield dal 2010 al 2024

- 1885-1918: la divisione sessionale di Mansfield (ad eccezione delle parrocchie di Clipstone, Sookholme e Warsop), e le parrocchie di Annesley, Eastwood, Felley e Greasley nella divisione sessionale di Nottingham;
- 1918-1950: il borgo municipale di Mansfield, i distretti urbani di Huthwaite, Mansfield Woodhouse e Sutton-in-Ashfield, ed il distretto urale di Skegby (eccetto la parrocchia civile di Sookholme);
- 1950-1955: il borgo municipale di Mansfield e il distretto urbano di Sutton ad Ashfield;
- 1955-1983: il borgo municipale di Mansfield e i distretti urbani di Mansfield Woodhouse e Warsop;
- 1983-2010: i ward del distretto di Mansfield di Berry Hill, Broomhill, Cumberlands, Eakring, Forest Town, Ladybrook, Leeming, Lindhurst, Manor, Northfield, Oakham, Oak Tree, Pleasleyhill, Ravensdale, Sherwood e Titchfield;
- 2010-2024: il distretto di Mansfield;
- dal 2024: i ward del distretto di Mansfield di Bancroft; Berry Hill; Brick Kiln; Carr Bank; Central; Eakring; Grange Farm; Holly Forest Town; Hornby; Kings Walk; Kingsway Forest Town; Lindhurst; Ling Forest; Manor; Market Warsop; Maun Valley Forest Town; Meden; Mill Lane; Netherfield; Newlands Forest Town; Oak Tree; Oakham; Park Hall; Penniment; Racecourse; Rock Hill; Rufford; Sherwood; Southwell; Thompsons; Vale; Wainwright; Warsop Carrs; West Bank; Yeoman Hill e una piccola parte di Pleasley.[1]

## Membri del parlamento
| Elezione | Elezione       | Deputato       | Partito      |
| -------- | -------------- | -------------- | ------------ |
|          | 1885           | Cecil Foljambe | Liberale     |
| 1892     | John Williams  |                | Liberale     |
| 1900     | Arthur Markham |                | Liberale     |
| 1916 (S) | Charles Seely  |                | Liberale     |
|          | 1918           | William Carter | Laburista    |
|          | 1922           | Albert Bennett | Liberale     |
|          | 1923           | Frank Varley   | Laburista    |
| 1929     | Charles Brown  |                | Laburista    |
| 1941 (S) | Bernard Taylor |                | Laburista    |
| 1966     | Don Concannon  |                | Laburista    |
| 1987     | Alan Meale     |                | Laburista    |
|          | 2017           | Ben Bradley    | Conservatore |
|          | 2024           | Steve Yemm     | Laburista    |

## Elezioni

### Elezioni negli anni 2020
| Partito                    | Partito                                           | Candidato                  | Risultati 4 luglio 2024 | Risultati 4 luglio 2024 |
| Partito                    | Partito                                           | Candidato                  | Voti                    | %                       |
| -------------------------- | ------------------------------------------------- | -------------------------- | ----------------------- | ----------------------- |
|                            | Laburista                                         | Steve Yemm                 | 16 048                  | 39,06                   |
|                            | Conservatore                                      | Ben Bradley                | 12 563                  | 30,58                   |
|                            | Reform UK                                         | Matthew Warnes             | 9 385                   | 22,84                   |
|                            | Verdi                                             | Philip Shields             | 1 326                   | 3,23                    |
|                            | Lib Dem                                           | Michael Wyatt              | 799                     | 1,94                    |
|                            | Laburista Socialista                              | Peter Dean                 | 423                     | 1,03                    |
|                            | Indipendente                                      | Wesley Milligan            | 335                     | 0,82                    |
|                            | TUSC                                              | Karen Seymour              | 123                     | 0,30                    |
|                            | Indipendente                                      | Zen Bilas                  | 85                      | 0,21                    |
|                            |                                                   |                            |                         |                         |
| Iscritti                   | Iscritti                                          | Iscritti                   | 73 817                  | 100,00                  |
| ↳ Votanti (% su iscritti)  | ↳ Votanti (% su iscritti)                         | ↳ Votanti (% su iscritti)  | 41 206                  | 55,82                   |
| ↳ Astenuti (% su iscritti) | ↳ Astenuti (% su iscritti)                        | ↳ Astenuti (% su iscritti) | 32 611                  | 44,18                   |
|                            |                                                   |                            |                         |                         |
|                            | Esito: collegio passa da Conservatore a Laburista |                            |                         |                         |

### Elezioni negli anni 2010
| Partito                    | Partito                                   | Candidato                  | Risultati 12 dicembre 2019 | Risultati 12 dicembre 2019 |
| Partito                    | Partito                                   | Candidato                  | Voti                       | %                          |
| -------------------------- | ----------------------------------------- | -------------------------- | -------------------------- | -------------------------- |
|                            | Conservatore                              | Ben Bradley                | 31 484                     | 63,90                      |
|                            | Laburista                                 | Sonya Ward                 | 15 178                     | 30,80                      |
|                            | Lib Dem                                   | Sarah Brown                | 1 626                      | 3,30                       |
|                            | Indipendente                              | Sid Pepper                 | 527                        | 1,07                       |
|                            | Indipendente                              | Stephen Harvey             | 458                        | 0,93                       |
|                            |                                           |                            |                            |                            |
| Iscritti                   | Iscritti                                  | Iscritti                   | 77 131                     | 100,00                     |
| ↳ Votanti (% su iscritti)  | ↳ Votanti (% su iscritti)                 | ↳ Votanti (% su iscritti)  | 49 273                     | 63,88                      |
| ↳ Astenuti (% su iscritti) | ↳ Astenuti (% su iscritti)                | ↳ Astenuti (% su iscritti) | 27 858                     | 36,12                      |
|                            |                                           |                            |                            |                            |
|                            | Esito: collegio confermato a Conservatore |                            |                            |                            |

| Partito                    | Partito                                           | Candidato                  | Risultati 8 giugno 2017 | Risultati 8 giugno 2017 |
| Partito                    | Partito                                           | Candidato                  | Voti                    | %                       |
| -------------------------- | ------------------------------------------------- | -------------------------- | ----------------------- | ----------------------- |
|                            | Conservatore                                      | Ben Bradley                | 23 392                  | 46,64                   |
|                            | Laburista                                         | Alan Meale                 | 22 335                  | 44,53                   |
|                            | UKIP                                              | Sid Pepper                 | 2 654                   | 5,29                    |
|                            | Indipendente                                      | Philip Shields             | 1 079                   | 2,15                    |
|                            | Lib Dem                                           | Anita Prabhakar            | 697                     | 1,39                    |
|                            |                                                   |                            |                         |                         |
| Iscritti                   | Iscritti                                          | Iscritti                   | 77 762                  | 100,00                  |
| ↳ Votanti (% su iscritti)  | ↳ Votanti (% su iscritti)                         | ↳ Votanti (% su iscritti)  | 50 157                  | 64,50                   |
| ↳ Astenuti (% su iscritti) | ↳ Astenuti (% su iscritti)                        | ↳ Astenuti (% su iscritti) | 27 605                  | 35,50                   |
|                            |                                                   |                            |                         |                         |
|                            | Esito: collegio passa da Laburista a Conservatore |                            |                         |                         |

| Partito                    | Partito                                | Candidato                  | Risultati 7 maggio 2015 | Risultati 7 maggio 2015 |
| Partito                    | Partito                                | Candidato                  | Voti                    | %                       |
| -------------------------- | -------------------------------------- | -------------------------- | ----------------------- | ----------------------- |
|                            | Laburista                              | Alan Meale                 | 18 603                  | 39,42                   |
|                            | Conservatore                           | Andrea Clarke              | 13 288                  | 28,16                   |
|                            | UKIP                                   | Sid Pepper                 | 11 850                  | 25,11                   |
|                            | Lib Dem                                | Tony Rogers                | 1 642                   | 3,48                    |
|                            | Verdi                                  | Paul Frost                 | 1 486                   | 3,15                    |
|                            | TUSC                                   | Karen Seymour              | 324                     | 0,69                    |
|                            |                                        |                            |                         |                         |
| Iscritti                   | Iscritti                               | Iscritti                   | 77 492                  | 100,00                  |
| ↳ Votanti (% su iscritti)  | ↳ Votanti (% su iscritti)              | ↳ Votanti (% su iscritti)  | 47 193                  | 60,90                   |
| ↳ Astenuti (% su iscritti) | ↳ Astenuti (% su iscritti)             | ↳ Astenuti (% su iscritti) | 30 299                  | 39,10                   |
|                            |                                        |                            |                         |                         |
|                            | Esito: collegio confermato a Laburista |                            |                         |                         |

| Partito                    | Partito                                | Candidato                  | Risultati 6 maggio 2010 | Risultati 6 maggio 2010 |
| Partito                    | Partito                                | Candidato                  | Voti                    | %                       |
| -------------------------- | -------------------------------------- | -------------------------- | ----------------------- | ----------------------- |
|                            | Laburista                              | Alan Meale                 | 18 753                  | 38,75                   |
|                            | Conservatore                           | Tracy Critchlow            | 12 741                  | 26,33                   |
|                            | Lib Dem                                | Michael Wyatt              | 7 469                   | 15,43                   |
|                            | Mansfield Independent Forum            | Andre Camilleri            | 4 339                   | 8,97                    |
|                            | UKIP                                   | David Hamilton             | 2 985                   | 6,17                    |
|                            | BNP                                    | Rachel Hill                | 2 108                   | 4,36                    |
|                            |                                        |                            |                         |                         |
| Iscritti                   | Iscritti                               | Iscritti                   | 80 124                  | 100,00                  |
| ↳ Votanti (% su iscritti)  | ↳ Votanti (% su iscritti)              | ↳ Votanti (% su iscritti)  | 48 395                  | 60,40                   |
| ↳ Astenuti (% su iscritti) | ↳ Astenuti (% su iscritti)             | ↳ Astenuti (% su iscritti) | 31 729                  | 39,60                   |
|                            |                                        |                            |                         |                         |
|                            | Esito: collegio confermato a Laburista |                            |                         |                         |

### Elezioni negli anni 2000
| Partito                    | Partito                                | Candidato                  | Risultati 5 maggio 2005 | Risultati 5 maggio 2005 |
| Partito                    | Partito                                | Candidato                  | Voti                    | %                       |
| -------------------------- | -------------------------------------- | -------------------------- | ----------------------- | ----------------------- |
|                            | Laburista                              | Alan Meale                 | 18 400                  | 48,07                   |
|                            | Conservatore                           | Anne Wright                | 7 035                   | 18,38                   |
|                            | Indipendente                           | Stewart Rickersey          | 6 491                   | 16,96                   |
|                            | Lib Dem                                | Roger Shelley              | 5 316                   | 13,89                   |
|                            | UKIP                                   | Michael Harvey             | 1 034                   | 2,70                    |
|                            |                                        |                            |                         |                         |
| Iscritti                   | Iscritti                               | Iscritti                   | 69 090                  | 100,00                  |
| ↳ Votanti (% su iscritti)  | ↳ Votanti (% su iscritti)              | ↳ Votanti (% su iscritti)  | 38 276                  | 55,40                   |
| ↳ Astenuti (% su iscritti) | ↳ Astenuti (% su iscritti)             | ↳ Astenuti (% su iscritti) | 30 814                  | 44,60                   |
|                            |                                        |                            |                         |                         |
|                            | Esito: collegio confermato a Laburista |                            |                         |                         |

| Partito                    | Partito                                | Candidato                  | Risultati 7 giugno 2001 | Risultati 7 giugno 2001 |
| Partito                    | Partito                                | Candidato                  | Voti                    | %                       |
| -------------------------- | -------------------------------------- | -------------------------- | ----------------------- | ----------------------- |
|                            | Laburista                              | Alan Meale                 | 21 050                  | 57,12                   |
|                            | Conservatore                           | William Wellesley          | 10 012                  | 27,17                   |
|                            | Lib Dem                                | Tim Hill                   | 5 790                   | 15,71                   |
|                            |                                        |                            |                         |                         |
| Iscritti                   | Iscritti                               | Iscritti                   | 64 949                  | 100,00                  |
| ↳ Votanti (% su iscritti)  | ↳ Votanti (% su iscritti)              | ↳ Votanti (% su iscritti)  | 36 852                  | 56,74                   |
| ↳ Astenuti (% su iscritti) | ↳ Astenuti (% su iscritti)             | ↳ Astenuti (% su iscritti) | 28 097                  | 43,26                   |
|                            |                                        |                            |                         |                         |
|                            | Esito: collegio confermato a Laburista |                            |                         |                         |

## Risultati dei referendum

### Referendum sulla permanenza del Regno Unito nell'Unione europea del 2016
|             | Collegio  | Lasciare UE % | Rimanere in UE % |
| ----------- | --------- | ------------- | ---------------- |
|             | Mansfield | 70,9%         | 29,1%            |
| Inghilterra | 53,3%     | 46,7%         |                  |
| Regno Unito | 51,9%     | 48,1%         |                  |